# Polystemma
Polystemma là chi thực vật có hoa trong họ Apocynaceae.